# Ауроре Синус
Ауроре Синус е тъмна особеност от релефа на планета Марс. Заедно с останалите особености на албедото на Марс, както и с Аониус Синус и Солис Лакус става известно като „Окото на Марс“.